# Мелитопольский краеведческий музей
Мелитопольский краеведческий музей — государственный музей в Мелитополе. Экспозиция музея знакомит с историей и природой Мелитопольского края. Музей расположен в бывшем особняке купца Черникова, построенном в 1913 году.

## История музея

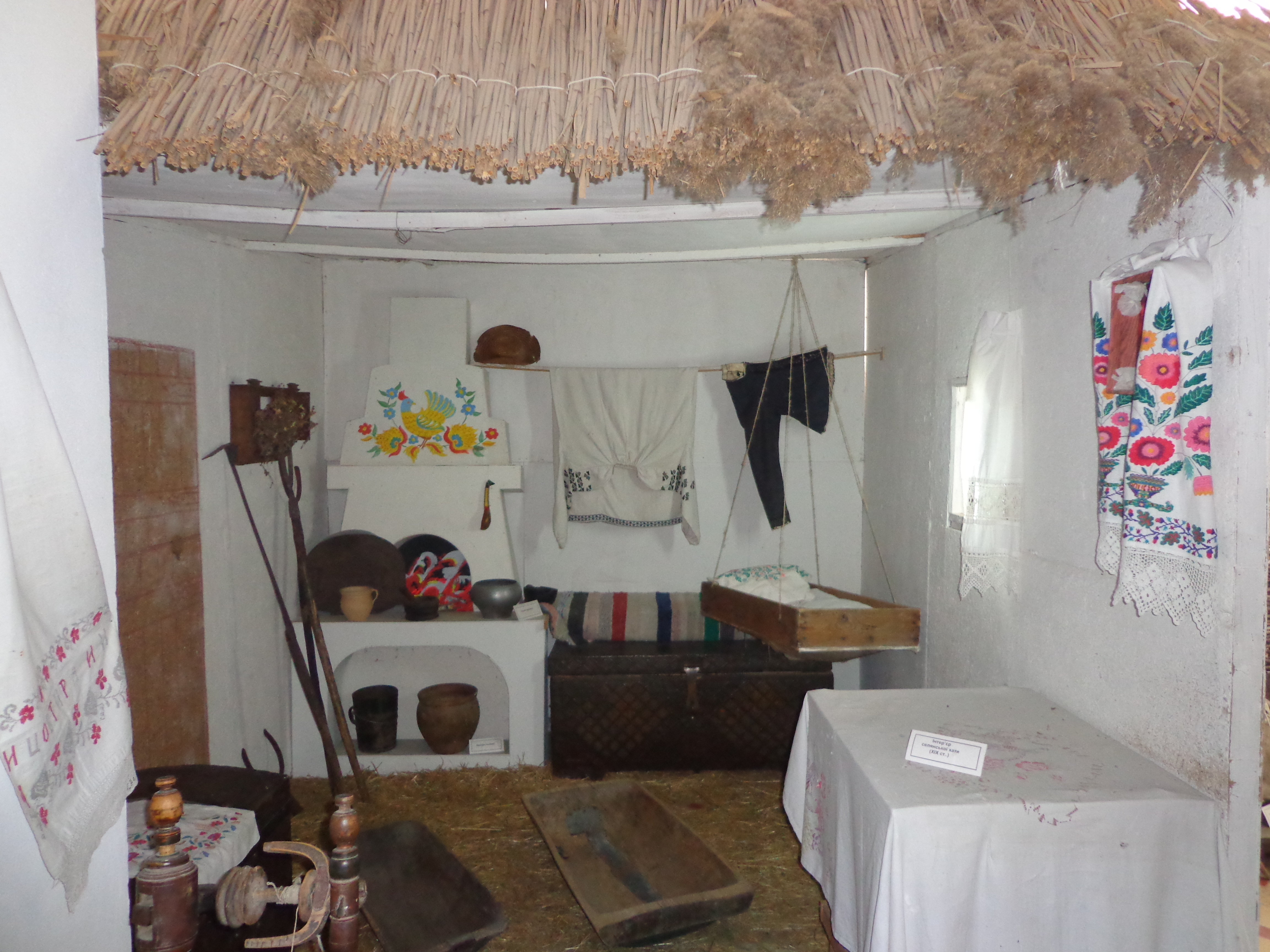
Интерьер украинской крестьянской хаты XIX века

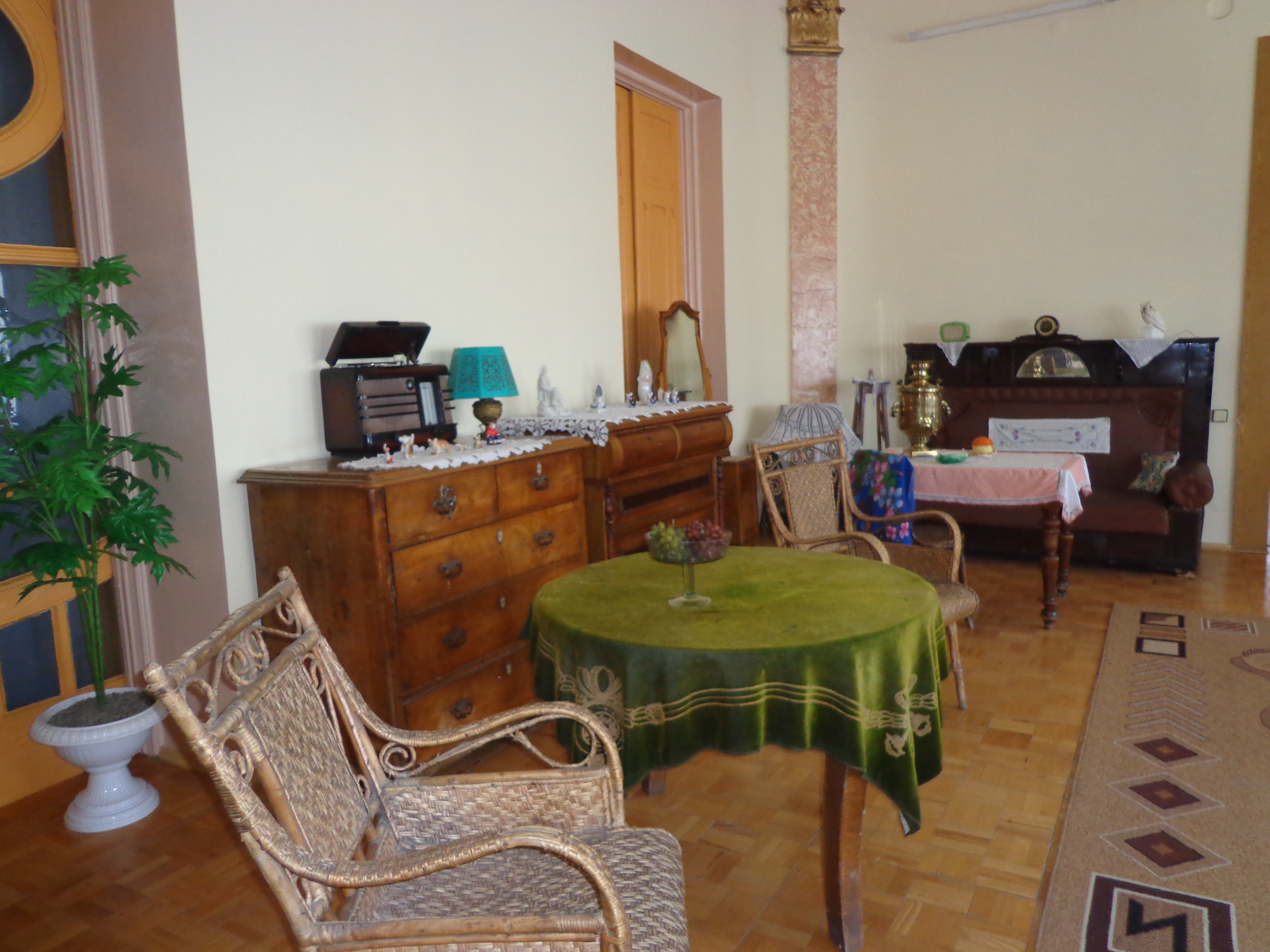
Интерьер начала XX века

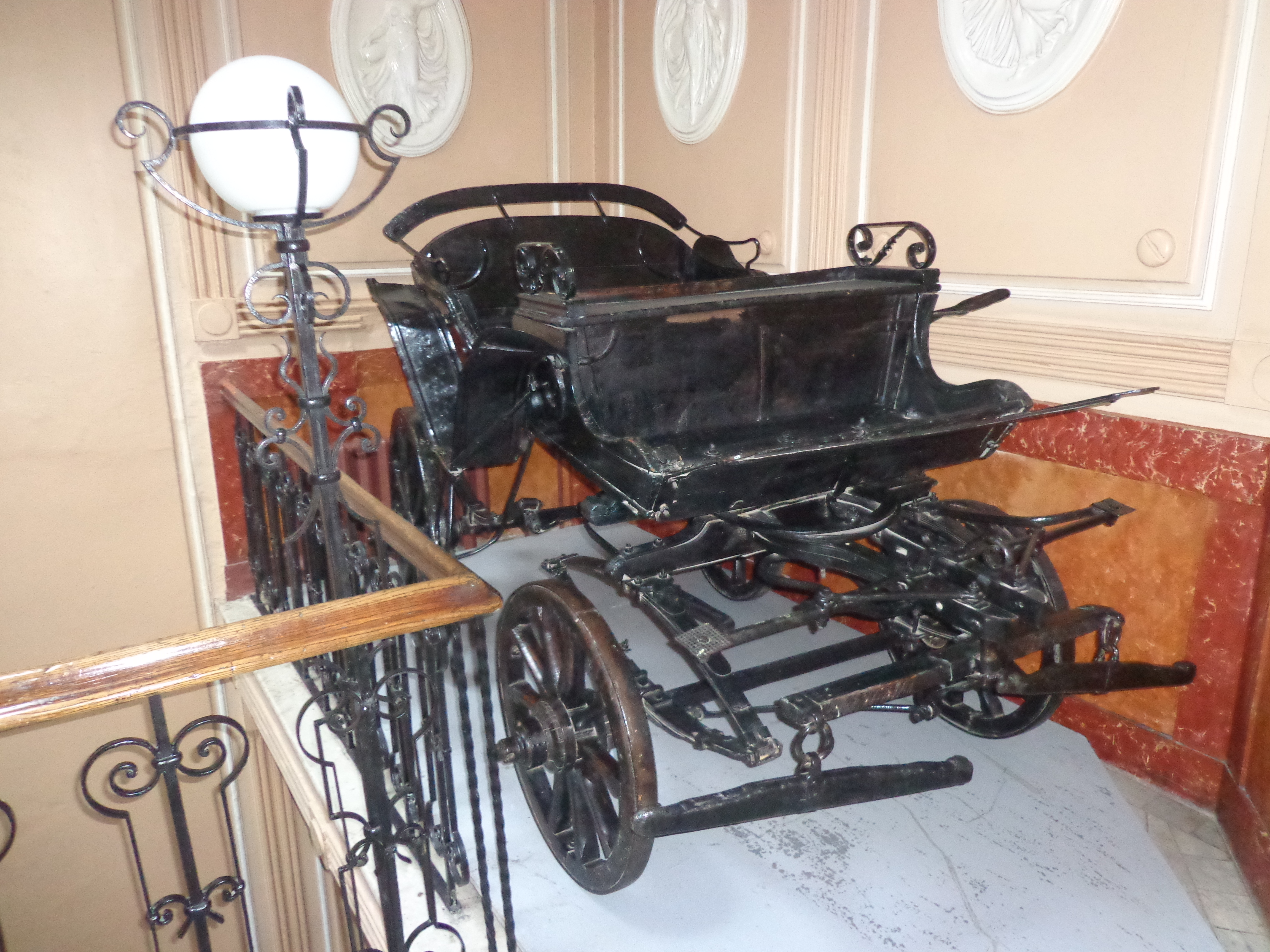
Красноармейская тачанка времён Гражданской войны (1920 год)

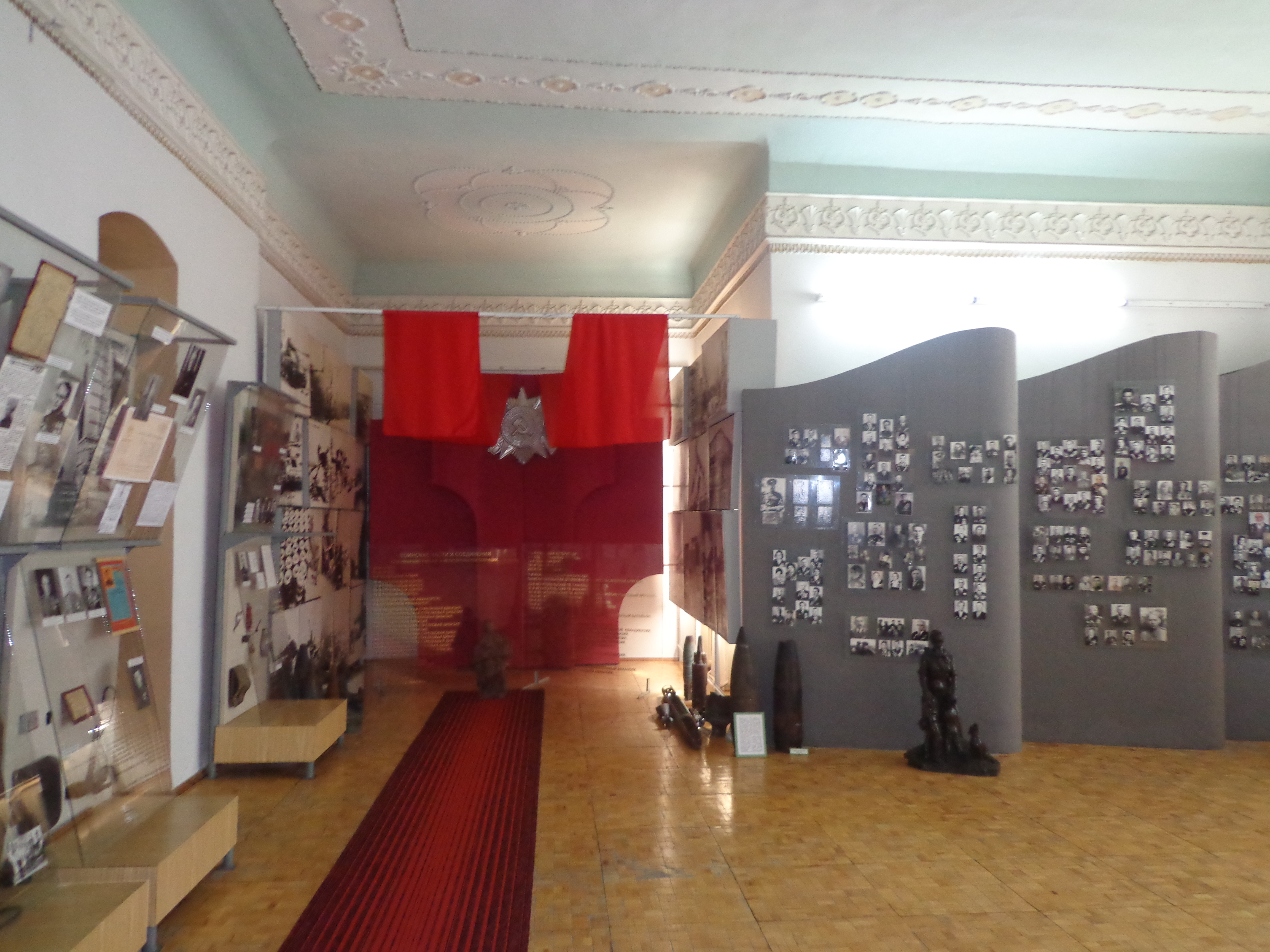
Зал Великой Отечественной войны

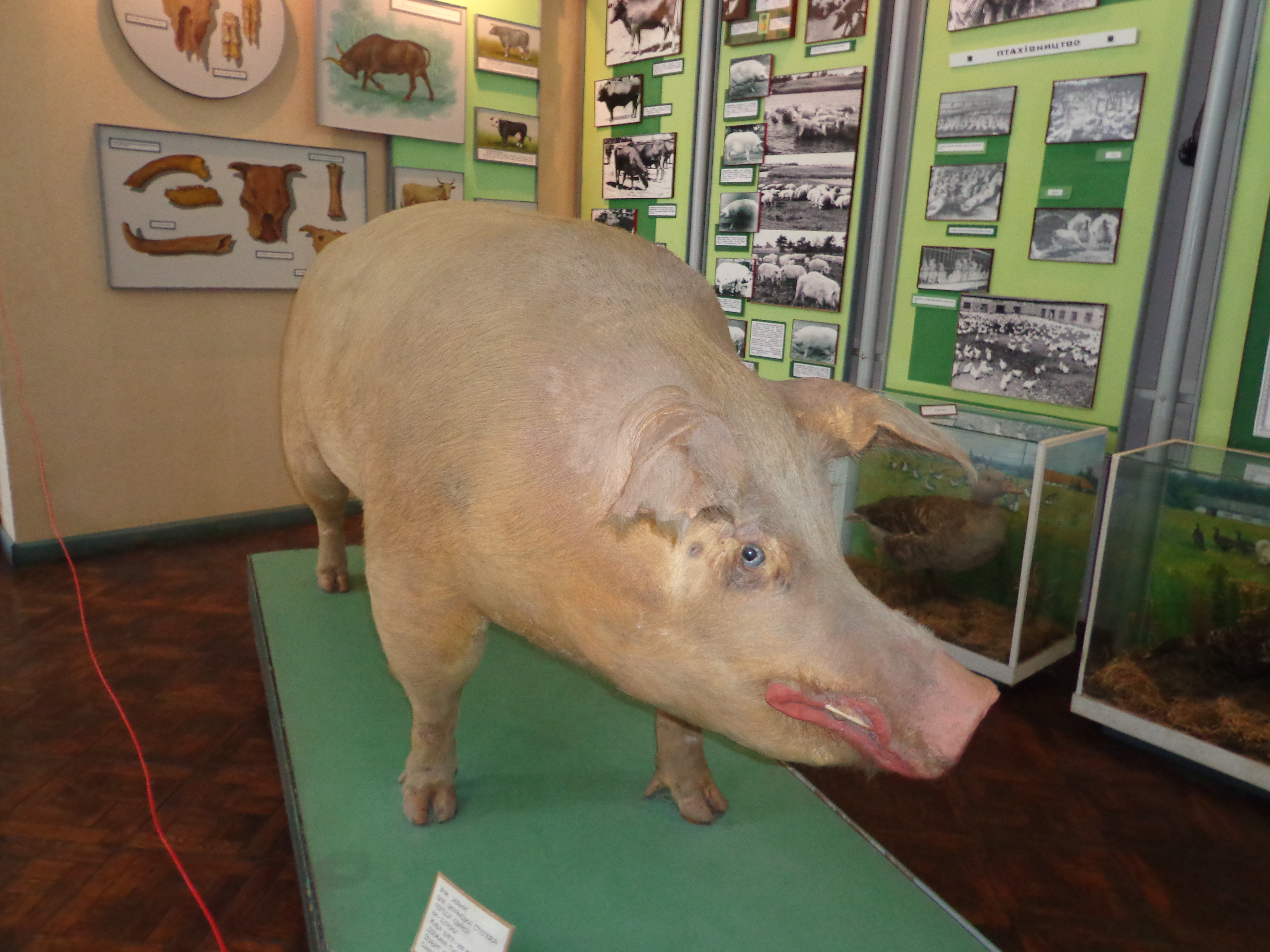
Чучело борова в отделе природы

- История музея началась, когда в 1900 году Мелитопольское земство за 750 рублей приобрело коллекцию из 180 чучел птиц.
- В 1910 году коллекция земства была объединена с коллекцией мелитопольского реального училища.
- 1 мая 1921 года в здании по улице Дзержинского открылся Мелитопольский краевой музей. Первым директором музея стал учитель Д. Я. Сердюков.[1]
- По состоянию на 1928 год музей занимал 3 небольших комнаты и коридор. Три комнаты занимали историко-природный, этнографический и историко-археологический отделы. Хотя в музее было много интересных экспонатов, недостаток места и бессистемность организации музейного материала, по мнению И. П. Курило-Крымчака, значительно усложняли ознакомление с коллекцией[2].
- В начале 1930-х годов директор музея И. П. Курило-Крымчак развернул обширную природоохранную работу, защищая заповедники Северного Приазовья от захвата для сельскохозяйственных нужд. Однако в январе 1935 года Курило-Крымчак был уволен из музея и вскоре арестован.
- В годы Великой Отечественной войны Курило-Крымчак, которого немцы назначили бургомистром Мелитополя, возобновил работу музея, снова став его директором.[3]
- В 1967 музей переехал в бывший особняк Черникова на улице Карла Маркса.
- С 1971 года директором музея был Б. Д. Михайлов. В 1972 году в музее была создана диорама «Штурм советскими войсками линии „Вотан“ в октябре 1943 года». Музей-заповедник «Каменная Могила», бывший филиалом краеведческого музея, в феврале 1986 года был выделен в самостоятельное учреждение, и Б. Д. Михайлов стал его первым директором. Музеи в Токмаке и Михайловке также долгое время оставались филиалами Мелитопольского краеведческого музея.[4]
- В 2015 году при поддержке Международной организации CinemaHall были проведены фестивали Открытая ночь и Le Jour Le Plus Court.
- В 2022 году, после захвата города российской армией, появились сообщения о похищении коллекции музея[5][6][7]. Директор музея Лейла Ибрагимова была похищена для допроса, вскоре отпущена и выехала на подконтрольную Украине территорию[5].

## Здание музея
Трёхэтажный особняк купца второй гильдии Черникова был построен в 1913 году. Иван Егорович Черников дважды избирался председателем Городской думы — с 1891 по 1895, и с 1901 года по 1905 годы. Братья Черниковы владели торговым домом, специализируясь на поставке в Мелитополь мануфактуры. На первом этаже особняка Черникова располагался магазин, в котором продавались швейные машинки американской компании «Зингер», а два верхних этажа дома были жилые.
В 1917 году семья Черникова эмигрировала во Францию. С июня по октябрь 1920 года в здании располагался штаб генерала Врангеля. В 1920-х и 1930-х годах в здании действовали рабочие клубы. Во время Великой Отечественной войны в особняке размещалась немецкая комендатура, а после освобождения Мелитополя — горкомы партии и комсомола. На первом этаже здания долгое время размещалась сберкасса. А в 1967 году городские власти передали памятник истории и архитектуры краеведческому музею.

## Экспозиция
В настоящее время фонды Мелитопольского краеведческого музея состоят из 60 тысяч экспонатов и продолжают пополняться.
В музее хранится уникальная коллекция скифского золота IV в. до н. э., полученного в результате раскопок Мелитопольского кургана.
Богата нумизматическая коллекция музея. Кроме монет, она включает в себя также ордена и медали, жетоны, печати, значки, бумажные денежные знаки. Значительная часть коллекции была получена в 1986 в результате случайной находки клада серебряных монет 1895—1925 годов выпуска.
Музейная коллекция одежды отражает отличительные особенности разных районов Мелитопольщины. Коллекция вещевых предметов включает в себя старинную мебель, фарфоровую и глиняную посуду.
Природоведческий фонд музея включает в себя геологическую, палеонтологическую, ботаническую, зоологическую, энтомологическую коллекции.
Музей собрал богатый фонд старинных фотографий, книг и документов, освещающих разные стороны экономической, политической и культурной жизни Мелитопольщины в разные годы.
Среди экспонатов художественной коллекции музея большую ценность представляют живописные и графические работы выдающегося художника Александра Григорьевича Тышлера, уроженца Мелитополя.
Музей регулярно проводит различные выставки и экспозиции, связанные с историей, природой и населением Мелитопольщины.

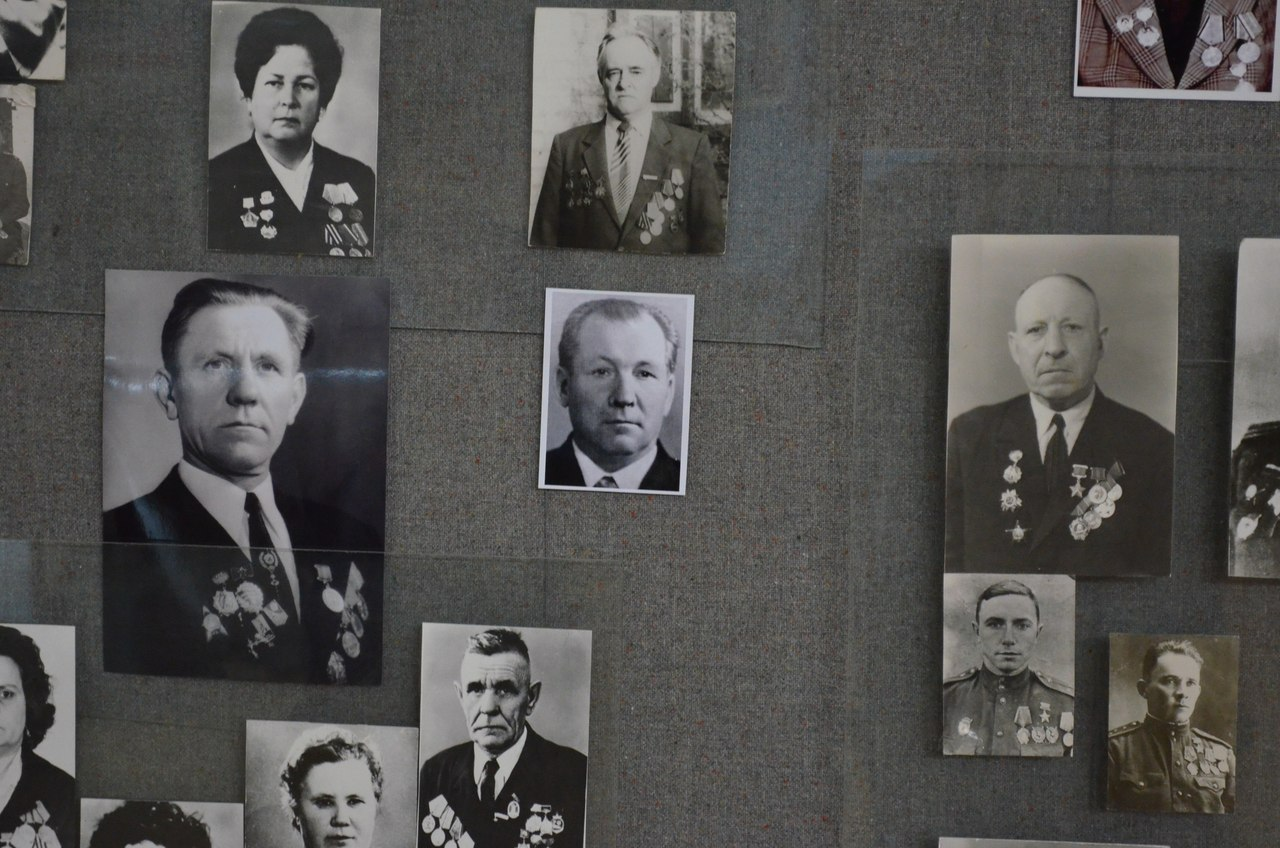
Экспозиция «На волнах памяти»